# Hafsa Mossi
Hafsa Mossi (1964  - 13 Tháng 7 2016) là một Burundi chính trị gia, nhà báo, và là thành viên của Tổng thống Pierre Nkurunziza cầm quyền 's CNDD-FDD đảng chính trị. Mossi từng là Bộ trưởng Thông tin, Truyền thông và Người phát ngôn của Chính phủ từ năm 2005 đến 2007, cũng như Bộ trưởng Hội nhập Khu vực từ năm 2009 đến 2011, trong Hội đồng Bộ trưởng của Nkurunziza. Sau đó, bà là thành viên của Hội đồng Lập pháp Đông Phi (EALA), đại diện cho Burundi, từ ngày 12 tháng 6 năm 2012, cho đến khi bà bị giết vào ngày 13 tháng 7 năm 2016. Nhiệm kỳ hiện tại của bà tại EALA sẽ hết hạn vào năm 2017.
Mossi sinh năm 1964 tại Makamba. Một dân tộc Hutu, bà bắt đầu sự nghiệp của mình trong ngành báo chí tại Channel cho châu Phi ở Nam Phi. Năm 1998, Mossi chuyển đến London và trở thành một nhà báo và nhà sản xuất cho dịch vụ tiếng Swords của Tập đoàn Phát thanh Anh (BBC). bà trở lại Burundi vào giữa những năm 2000.
Mossi, người ở độ tuổi 50, đã bị bắn và giết khi rời khỏi nhà ở xã Gihosha của thủ đô Bujumbura, vào ngày 13 tháng 7 năm 2016, bởi hai tay súng trốn thoát trong một chiếc ô tô. Tổng thống Pierre Nkurunziza gọi vụ giết người của bà là một vụ ám sát. Một số thành viên cấp cao của Quân đội Burundi đã bị giết ở nước này kể từ khi bắt đầu tình trạng bất ổn của Burundi vào tháng 4/2015. Tuy nhiên, Hafsa Mossi là chính trị gia cao cấp đầu tiên bị giết trong cuộc khủng hoảng chính trị đang diễn ra. Các nhà quan sát đã rất bối rối trước động cơ đằng sau vụ giết người của Mossi, vì bà không được xem là một người chơi cứng hay người cứng rắn CNDDTHER FDD.